# Epidendrum piliferum
Epidendrum piliferum es una especie de orquídea epífita o de hábito terrestres, endémica del estado de Veracruz. Su nombre común es epidendro canario. Es una orquídea que crece en los árboles y raramente terrestre.

## Descripción
Es una orquídea gigante o de tamaño medio y que prefiere el calor al frío, es epífita o de hábito terrestres con un simple tallo como una caña, cilíndrica, erecta, recto de hasta 70 cm de altura. Las hojas elípticas, agudas, enteras de margen. Florece en la primavera en una inflorescencia terminal, que ocurre solo una vez, fina, comprimida lateralmente, con muchas, prominentes, tubulares, con brácteas acuminadas y de tamaño variable, estrechamente triangulares , y llevando de 60 a 400 flores no fragantes, que abren al mismo tiempo.

## Distribución y hábitat
Se encuentra en Nicaragua, Costa Rica y Panamá en ambas costas del Atlántico y del Pacífico, en el bosque de niebla a los 1000 y 1500 metros.

## Taxonomía
Epidendrum piliferum fue descrita por Heinrich Gustav Reichenbach y publicado en Linnaea 41: 83. 1877[1876].
Etimología
Ver: Epidendrum
piliferum: epíteto latino que significa "con pelos".